# Sint-Pietersstoelkerk (Moregem)

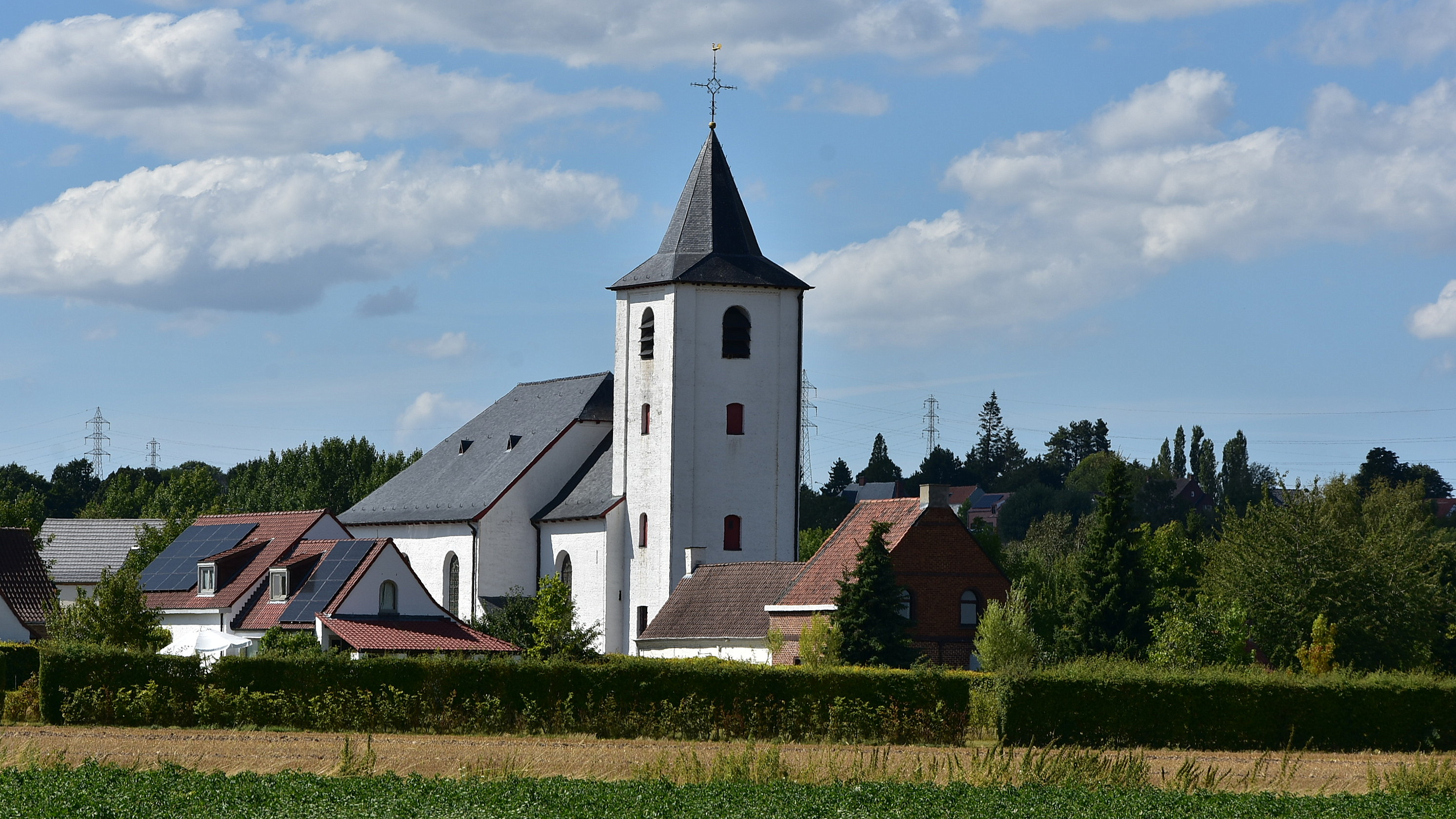
De Sint-Pietersstoelkerk

De Sint-Pietersstoelkerk is een kerkgebouw in Moregem, een deelgemeente van Wortegem-Petegem in de provincie Oost-Vlaanderen. Ze is toegewijd aan het feest van de Cathedra van de heilige apostel Petrus.
De kerk dateert van voor 1400 en werd laatst herbouwd in 1663. De kerk en het gerestaureerde plein zijn als monument en landschap beschermd. In de kerk bevindt zich een 19de-eeuws orgel, gebouwd door orgelbouwer François-Bernard Loret.
Aan de westzijde ligt het kerkhof van Moregem.

## Galerij

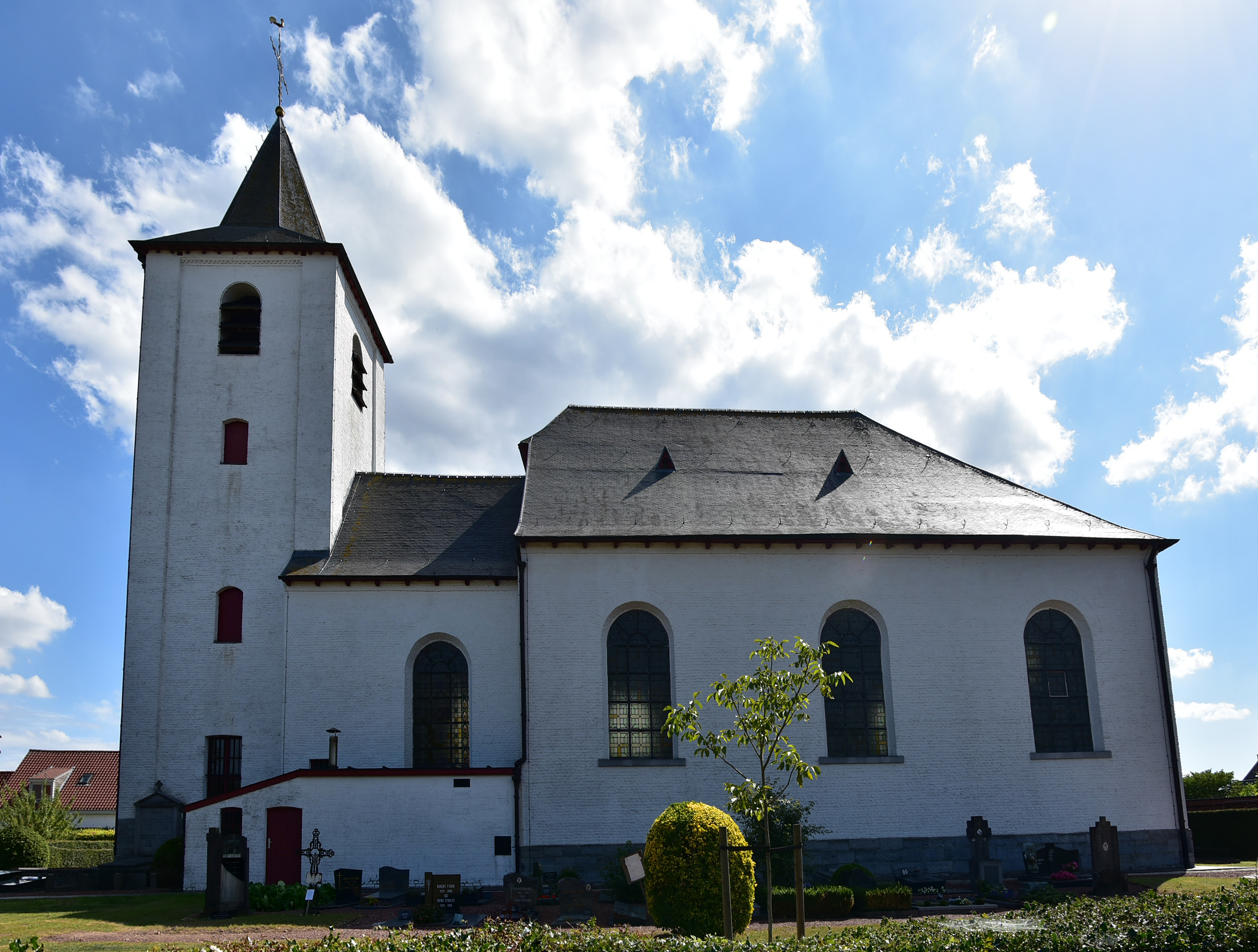
De kerk
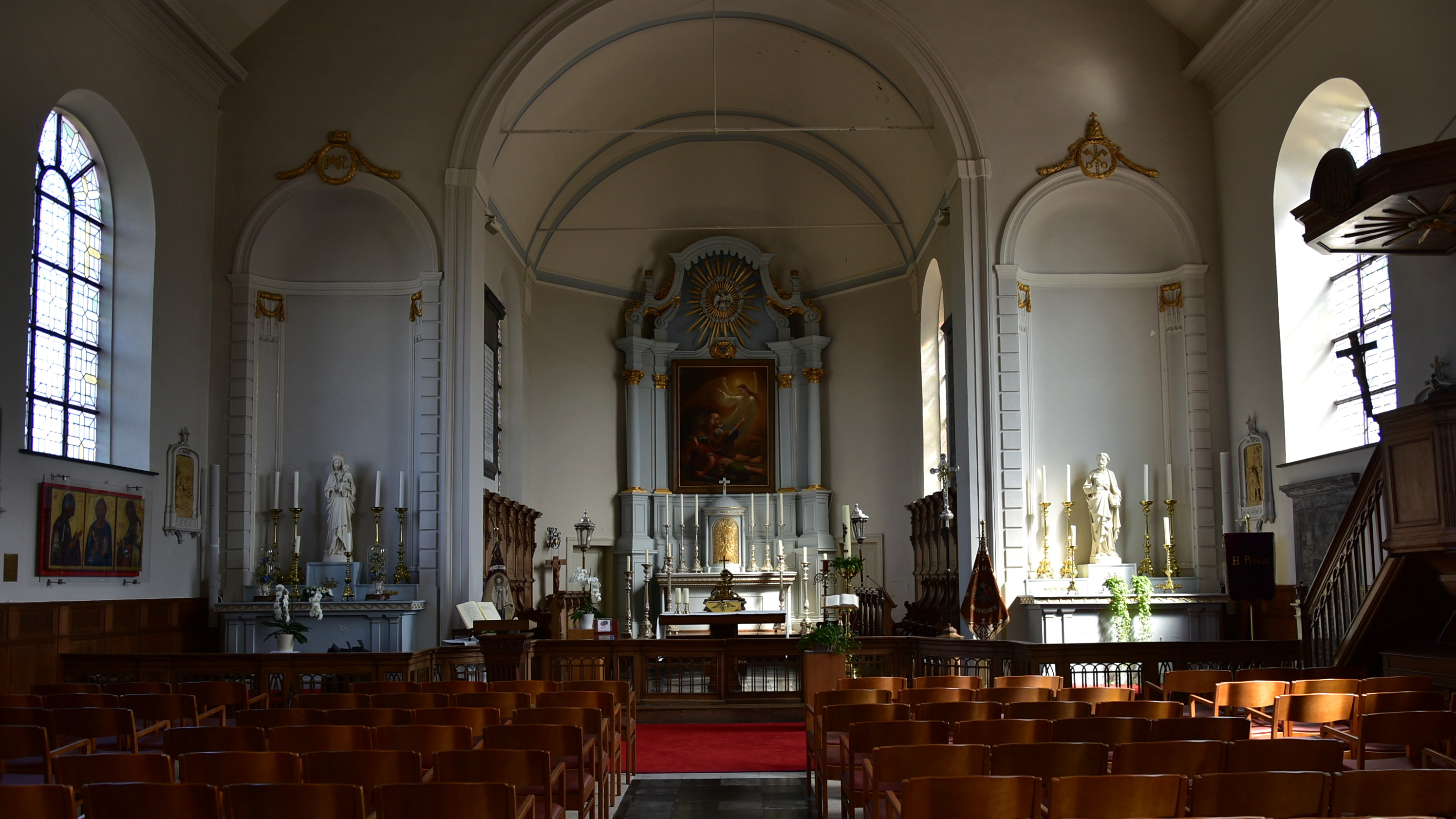
Het kerkschip
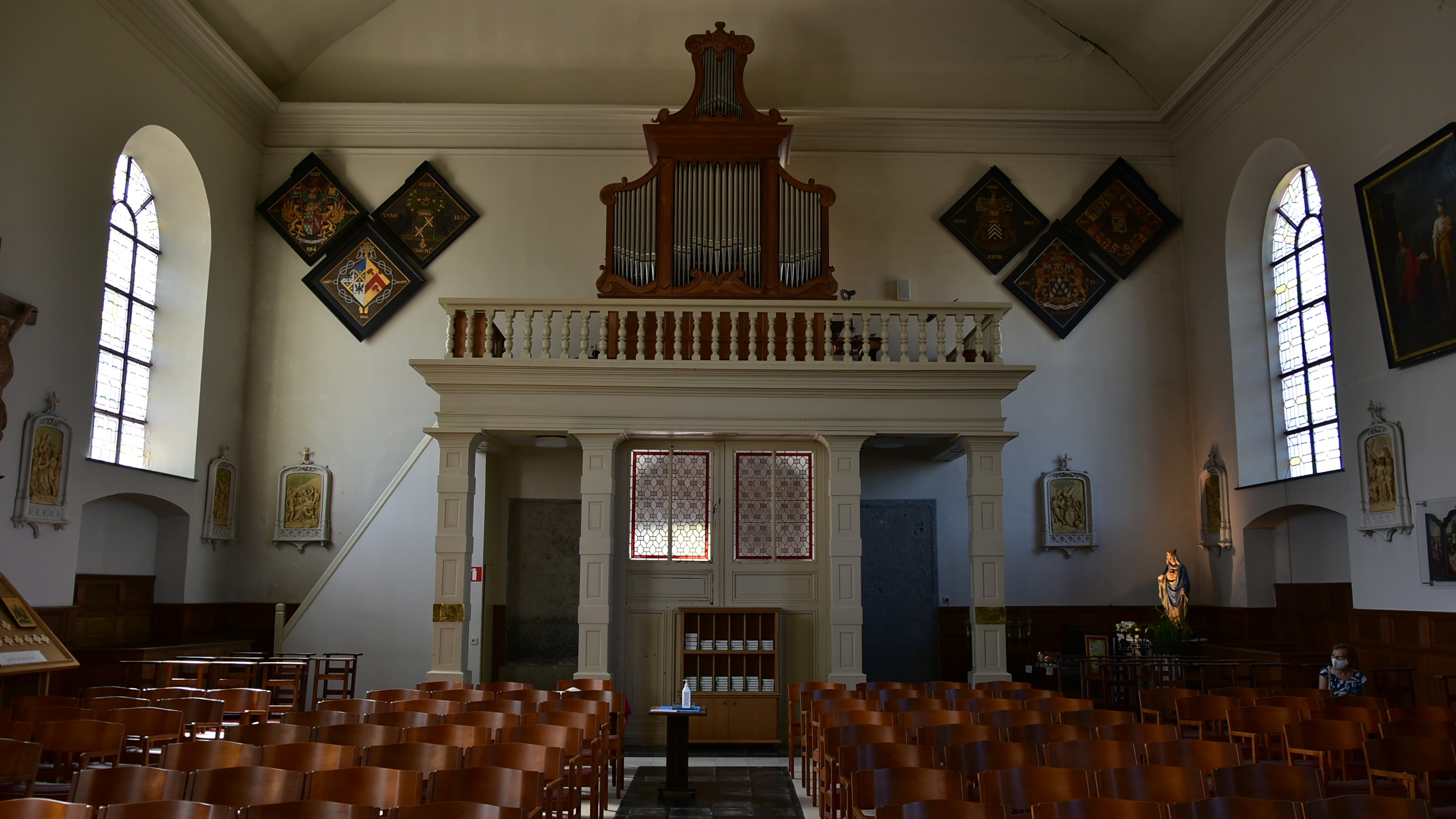
Achterzijde met kerkorgel van Loret
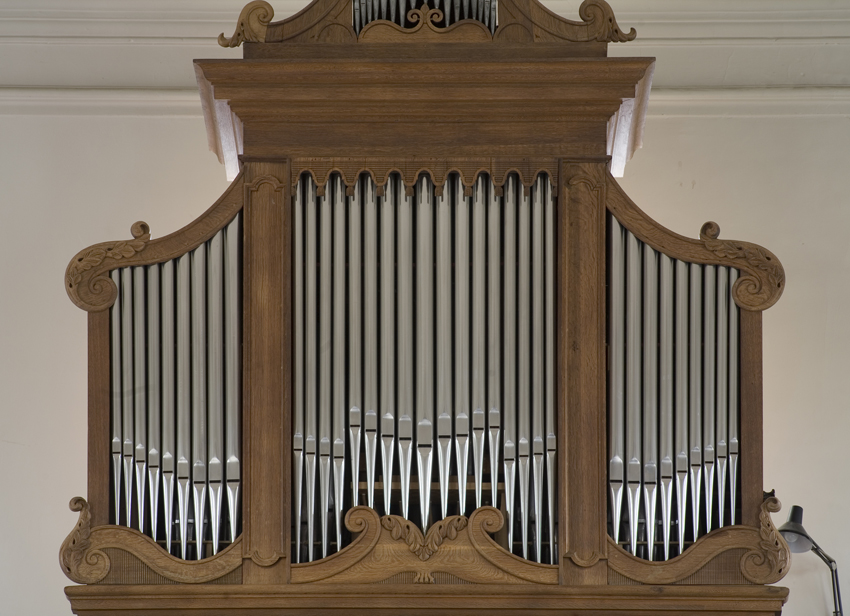
Kerkorgel
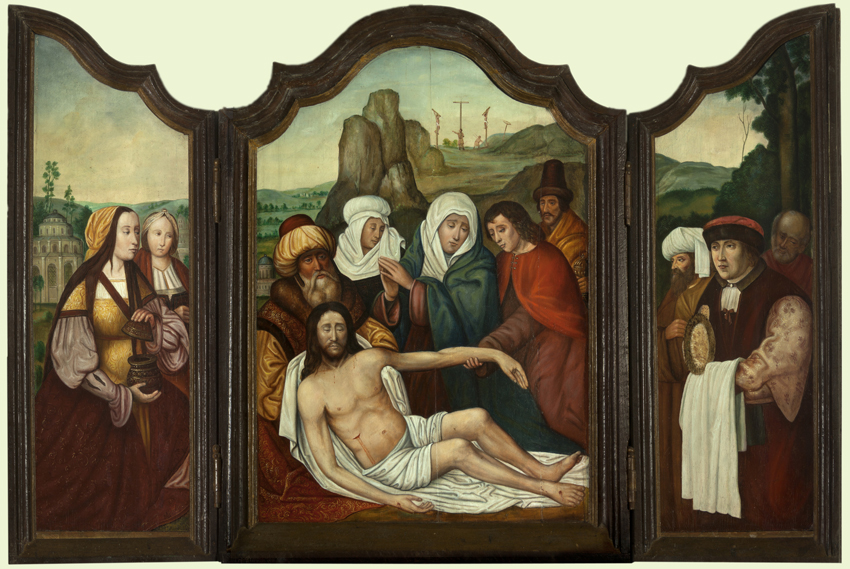
Schilderij De bewening van Christus
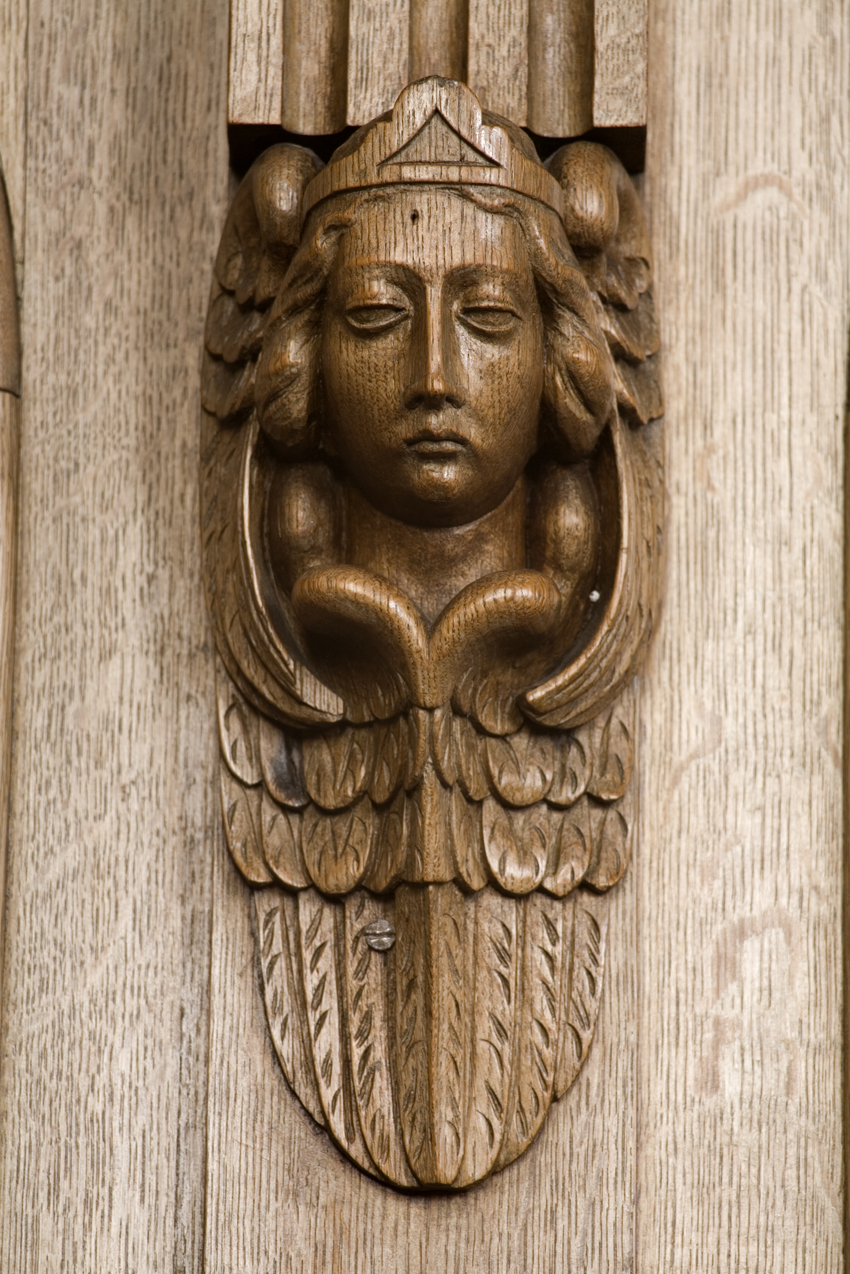
Beeldsnijwerk in koorgestoelte